# Mormia panisca
Mormia panisca és una espècie d'insecte dípter pertanyent a la família dels psicòdids.

## Descripció
- La femella: similar al mascle, però amb una placa subgenital coberta de pèls espatulats, lòbul apical en forma de "Y" amb el tronc curt i gruixut; antenes de 0,64-0,73 mm de llargària i ales d'1,47-1,70 de longitud i 0,35-0,42 d'amplada.[3]
- El mascle: occipuci prominent; vèrtex amb pèls uniformement distribuïts per la superfície; fèmur més curt que la tíbia; edeagus esvelt, antenes d'1,05-1,10 mm de llargària; ales d'1,37-1,62 mm de llargada i 0,35-0,40 d'amplada.

## Distribució geogràfica
Es troba a Indonèsia: és un endemisme de Papua Occidental.